# Episodi di Unità speciale scomparsi (seconda stagione)
La seconda stagione della serie televisiva spagnola Unità speciale scomparsi (Desaparecidos), composta da 8 episodi, è stata distribuita in prima visione in Spagna sul servizio di streaming Amazon Prime Video il 13 maggio 2022 e trasmessa in televisione su Telecinco dal 15 marzo al 3 maggio 2023.
In Italia la stagione è stata interamente distribuita sul servizio di streaming Mediaset Infinity il 9 ottobre 2024.
| nº | Titolo originale                         | Titolo italiano                          | Pubblicazione Spagna | Pubblicazione Italia |
| -- | ---------------------------------------- | ---------------------------------------- | -------------------- | -------------------- |
| 1  | Saber sólo que no están                  | Sapere solo che non ci sono              | 13 maggio 2022       | 9 ottobre 2024       |
| 2  | La Bella Durmiente y el hombre analógico | La bella addormentata e l'uomo analogico | 13 maggio 2022       | 9 ottobre 2024       |
| 3  | Pendiente de un hilo                     | Appeso a un filo                         | 13 maggio 2022       | 9 ottobre 2024       |
| 4  | Chico nuevo en la oficina                | Nuovo arrivo in ufficio                  | 13 maggio 2022       | 9 ottobre 2024       |
| 5  | Novio a la fuga                          | Sposo in fuga                            | 13 maggio 2022       | 9 ottobre 2024       |
| 6  | En los huesos                            | Fino alle ossa                           | 13 maggio 2022       | 9 ottobre 2024       |
| 7  | La vida en juego                         | La vita in gioco                         | 13 maggio 2022       | 9 ottobre 2024       |
| 8  | Limpieza de sangre                       | Pulizia del sangue                       | 13 maggio 2022       | 9 ottobre 2024       |